# آبراهادابرا
آبراهادابرا واژه‌ای است که برای نخستین بار در کتاب شریعت، کتاب مقدس اصلی تلما، به‌طور عمومی ظاهر گشت. مولف این کتاب، آلیستر کراولی، در مورد آن این گونه شرح می‌دهد که «واژهٔ عصر، که دلالت بر عمل مهینی دارد که انجام شده است» که اشاره‌ای دارد به اعتقادش که نوشتن لیبر لجیس (نام دیگر «کتاب شریعت») عصر جدیدی را برای بشریت به فرمان خدای را هور خوئیت (یک تجلی هورس) اعلام کرده‌است. از این رو، آبراهادابرا فرمول جادویی این دورهٔ جدید می‌باشد. این کلمه نباید با کلمهٔ شریعت عصر، که تلما (به معنی اراده) می‌باشد، اشتباه شود.

## نقل قول از کتاب شریعت
- «آبراهادابرا؛ پاداش راهورخوئیت.» (کتاب شریعت، فصل سوم، ۱)[۲]
- «این کتاب به همهٔ زبان‌ها ترجمه خواهد شد: ولی همیشه به همراه نوشتهٔ اصلی دیو؛ چرا که در مجال شکل حروف و موقعیت آن‌ها نسبت به یکدیگر رازهایی هست که دیو آن‌ها را درک نخواهد کرد. بگذار برای یافتن آن‌ها کوشش کند: ولی شخصی بعد از او می‌آید، که نمی‌گویم، که کلید تمام آن را کشف خواهد کرد. حال این خط کشیده شده یک کلید است: سپس این دایره تربیع شده در ناکامیش نیز یک کلید است. و آبراهادابرا. آن باید فرزند وی و آن به طرزی عجیب باشد. بگذار به دنبال این نگردد؛ چرا که بدان سو به تنهایی از آن به در خواهد رفت.» (کتاب شریعت، فصل سه، ۴۷)[۲]
- «پایان کلمات کلمهٔ آبراهادابرا است.» (کتاب شریعت، فصل سه، ۷۵)[۲]